# 関ケ原駅前観光交流館
関ケ原駅前観光交流館（せきがはらえきまえかんこうこうりゅうかん）は、岐阜県不破郡関ケ原町にある公共施設（観光施設）である。
愛称はいざ!関ケ原。関ケ原町の観光振興の拠点、及び観光客と町民との交流を促進することを目的とする施設である。

## 概要
2015年（平成27年）3月に着工し、同年9月18日に完成。同年10月4日に開所式が行われた。
2015年（平成27年）3月に岐阜県と関ケ原町で策定された「関ケ原古戦場グランドデザイン」に基づいて整備された施設である。同デザインでは、関ケ原駅前観光交流館の整備の他、関ケ原町歴史民俗資料館のリニューアル、旧関ケ原北小学校校舎を古戦場来訪者への便益施設として再利用することなどが定められた。関ケ原町歴史民俗資料館は改修工事を行い、関ケ原町歴史民俗学習館に改称し2020年（令和2年）10月21日に開館。旧関ケ原北小学校校舎は一部を改修し、関ケ原笹尾山交流館として2016年（平成28年）4月28日に開館している。

## 施設概要
- 観光案内所
- 憩いスペース
- おみやげ処

## 住所
- 岐阜県不破郡関ケ原町大字関ケ原598-4

## 利用案内
開館時間
- 9:00 - 17:00（3月から11月まで）[9]
- 9:00 - 16:30（12月から翌年2月まで）[9]

休館日
- 火曜日（火曜日が祝日の場合はその翌日）、年末年始（12月29日 - 1月3日）[9]

## 交通アクセス
- JR東海道本線「関ケ原駅」下車、徒歩ですぐ。

## 周辺施設
- 関ケ原町役場
- 関ケ原ふれあいセンター
- 岐阜関ケ原古戦場記念館
- 陣場野公園（関ヶ原の戦い：徳川家康最後陣地跡）
- 関ケ原町歴史民俗学習館
- 関ケ原町立関ケ原小学校
- 関ケ原駅
- 大垣共立銀行関ケ原支店
- 十六銀行関ケ原支店